# Saint-Mard (Charente-Maritime)
Saint-Mard – miejscowość i gmina we Francji, w regionie Nowa Akwitania, w departamencie Charente-Maritime.
Według danych na rok 1990 gminę zamieszkiwało 865 osób, a gęstość zaludnienia wynosiła 41 osób/km² (wśród 1467 gmin regionu Poitou-Charentes Saint-Mard plasuje się na 356. miejscu pod względem liczby ludności, natomiast pod względem powierzchni na miejscu 366.).